# 比亞瓦拉夫斯卡

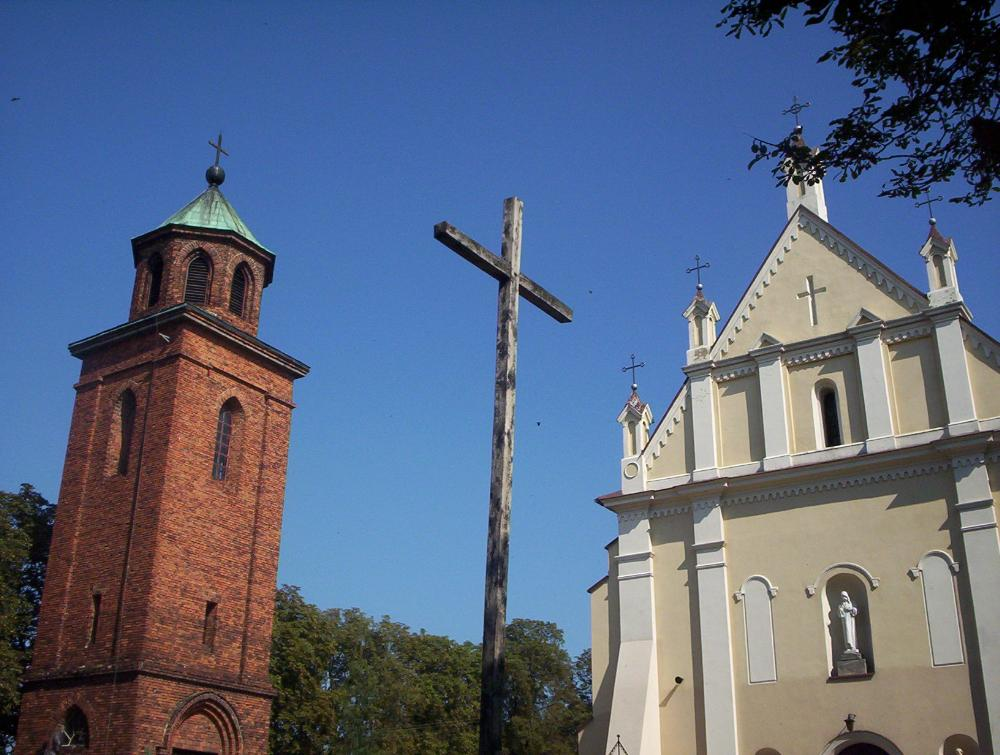

比亞瓦拉夫斯卡是波蘭的城鎮，位於該國中部，由羅茲省負責管轄，面積9.62平方公里，是馬佐夫舍最古老的聚居地之一，主要經濟活動是電子業、食品業和農業，2008年人口3,231。

## 外部連結
- Official town webpage （页面存档备份，存于）

51°48′20″N 20°28′40″E / 51.80556°N 20.47778°E